# William Zouche, 4. Baron Zouche of Haryngworth

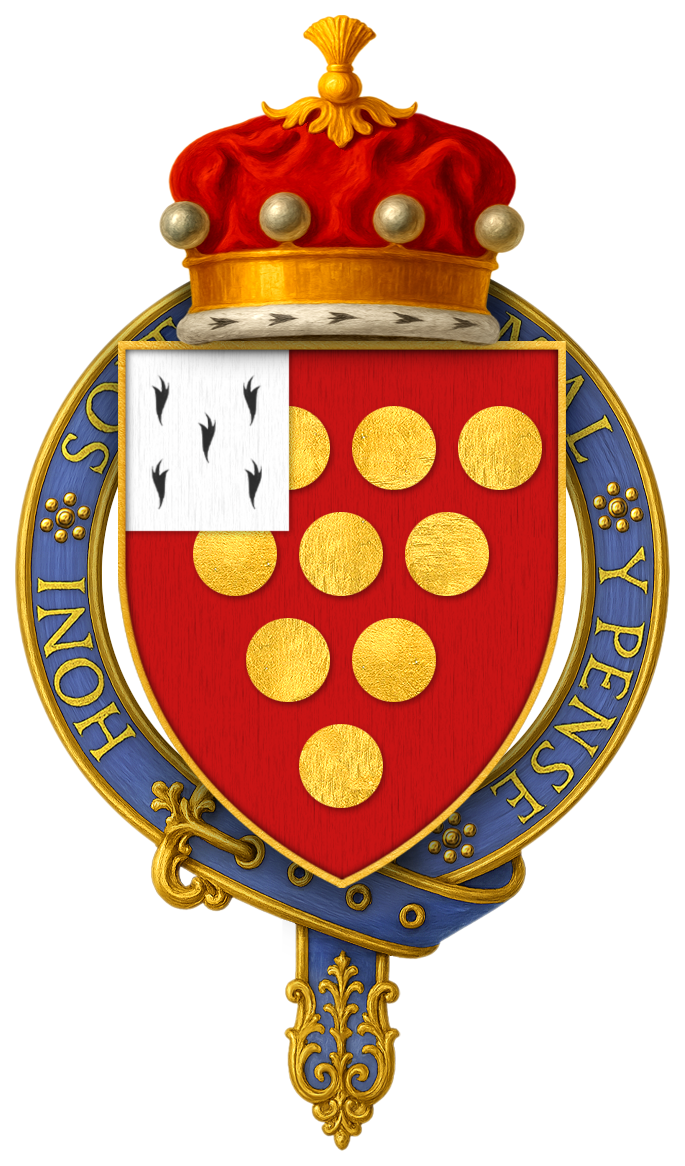
Wappen von William Zouche

William IV. Zouche, 4. Baron Zouche of Haryngworth KG (* um 1373; † 3. November 1415) war ein englischer Adliger. 
Er entstammte der Familie Zouche und war der älteste Sohn von William Zouche, 3. Baron Zouche of Haryngworth. Er erbte 1396 den Titel und die Besitzungen seines Vaters. Im Gegensatz zu seinem Vater, der ein Höfling von König Richard II. gewesen war, unterstützte er Henry Bolingbroke, der nach dem Sturz von Richard II. 1399 englischer König wurde. 1402 verhandelte William mit dem walisischen Rebellen Owain Glyndŵr. Von Juni bis Juli 1402 eskortierte er Blanca von England, eine Tochter des Königs, zu ihrer Heirat nach Heidelberg. 1403 begleitete er Johanna von Navarra, die Braut von König Heinrich, zu ihrer Hochzeit nach England. 1413, zu Beginn der Herrschaft von König Heinrich V. wurde er Lieutenant von Calais. Im selben Jahr verhandelte er als Gesandter des Königs mit Gesandten des Königs von Aragon und des Herzogs von Burgund. 1415 gehörte er zu den adligen Richtern, die in Southampton die Verschwörer um den Earl of Cambridge verurteilten. Im selben Jahr wurde er als Knight Companion in den Hosenbandorden aufgenommen.
Er hatte Elizabeth Crosse, eine Tochter von Sir William Crosse geheiratet. Sein Erbe wurde sein minderjähriger Sohn William († 1462).